# 范溫山
71°35′S 161°54′E / 71.583°S 161.900°E
范溫山（英語：Mount Van Veen），是南極洲的山峰，位於維多利亞地的彭內爾海岸，屬於兩角山脈的一部分，海拔高度1,510米，美國地質調查局根據測量和該國海軍的空中照片繪入地圖，現時由南極條約體系管理。